# Българско училище „Свети Климент Охридски“ (Айндховен)
Българското училище „Свети Климент Охридски“ (на нидерландски: De Bulgaarse school „St. Kliment Ohridski“) е училище на българската общност в град Айндховен, Нидерландия. Създадено е през октомври 2009 г.

## История
Училището е открито през октомври 2009 г. През 2013 г. то е вписано в официалния списък на Министерството на образованието и науката на България за българските неделни училища в чужбина.